# Бруклин Декър
Бруклин Декър (на английски: Brooklyn Decker) е американски модел и актриса. В киното прави дебют с роля във филма „Жена назаем“. През 2012 г. се снима в „Бойни кораби“ и „Очаквай неочакваното“.

## Личен живот
Декър се омъжва за тенисиста Анди Родик през април 2009 г.

## Филмография
| Година | Заглавие             | Роля          | Бележки |
| ------ | -------------------- | ------------- | ------- |
| 2011   | Жена назаем          | Палмър Додж   |         |
| 2012   | Бойни кораби         | Саманта Шейн  |         |
| 2012   | Очаквай неочакваното | Скайлър Купър |         |
| 2014   | Stretch              | Кандис        |         |